# Basilia speiseri
Basilia speiseri är en tvåvingeart som först beskrevs av Ribeiro 1907.  Basilia speiseri ingår i släktet Basilia och familjen lusflugor. Inga underarter finns listade i Catalogue of Life.